# João Torto
João de Almeida Torto terá sido um português residente em Viseu que em 1540 se teria distinguido por ter tentado voar com um sistema de asas inventado e fabricado por si mesmo. Conta-se que em 20 de Junho de 1540, João Torto terá subido ao cimo da Sé de Viseu onde havia construído, com a permissão da Igreja, uma rampa de lançamento. A experiência teve lugar por volta das 17 horas, perante uma multidão expectante. De acordo com os relatos da época, terá conseguido em parte voar, tendo aterrado em cima do telhado da Capela de São Mateus, mas logo tombando sobre as asas, o que lhe provocou lesões que o conduziram à morte.
Possivelmente, João Torto tratar-se-á de uma personagem fictícia. O historiador Alexandre de Lucena e Vale, em 1969, publicou um artigo a condenar de forma geral a suposta historiografia do padre Henrique Cid, que em 1922 havia trazido a público, no periódico Comércio de Viseu, a história de João Torto, supostamente verdadeira e baseando-se em documentos antigos da sua própria colecção privada, que o padre não revelou ao público, não havendo citação de fontes nos artigos publicados pelo padre, nem sendo possível encontrar outras menções contemporâneas a João Torto que não as das supostas fontes do padre.
Este homem cujo nome foi atribuído a uma rua da cidade de Viseu teria então sido um suposto precursor do voo livre em Portugal, sendo apelidado de "Ícaro português".